# Fouad Rachid
Fouad Rachid (ur. 15 listopada 1991 w Mamoudzou) – komoryjski piłkarz występujący na pozycji pomocnika. Zawodnik klubu FC Lunéville. Posiada także obywatelstwo francuskie.

## Kariera klubowa
Rachid urodził się na Majotcie w rodzinie pochodzenia komoryjskiego. Karierę piłkarską rozpoczynał w 2008 roku w rezerwach francuskiego AS Nancy, grających w CFA. Na początku 2011 roku został włączony do pierwszej drużyny Nancy, występującej w Ligue 1. W tych rozgrywkach zadebiutował 12 marca 2011 roku w wygranym 2:0 spotkaniu z SM Caen. W grudniu 2011 roku został wypożyczony do SAS Épinal, grającego w Championnat National. Po zakończeniu sezonu 2011/2012 wrócił do Nancy. W 2015 przeszedł do Fola Esch.
| Sezon   | Klub              | Kraj    | Rozgrywki | Mecze | Bramki | Rozgrywki Europy | Mecze | Bramki |
| ------- | ----------------- | ------- | --------- | ----- | ------ | ---------------- | ----- | ------ |
| 2010/11 | AS Nancy          | Francja | Ligue 1   | 3     | 0      | -                | -     | -      |
| 2011/12 | AS Nancy          | Francja | Ligue 1   | 1     | 0      | -                | -     | -      |
| 2011/12 | SAS Épinal (wyp.) | Francja | National  | 11    | 0      | -                | -     | -      |
| 2012/13 | AS Nancy          | Francja | Ligue 1   | 2     | 0      | -                | -     | -      |
| 2013/14 | AS Nancy          | Francja | Ligue 2   | 2     | 0      | -                | -     | -      |

## Kariera reprezentacyjna
W reprezentacji Komorów Rachid zadebiutował 11 listopada 2011 roku w przegranym 0:1 meczu eliminacji Mistrzostw Świata 2014 z Mozambikiem.